# Streichsextett
Ein Streichsextett ist in der klassischen Musik ein kammermusikalisches Ensemble von sechs Streichinstrumenten bzw. eine Komposition für dieses Ensemble.

## Besetzung
Streichsextette sind im Œuvre vieler klassischer Komponisten keine Seltenheit – wenn auch Streichquartette über die Musikepochen (von der Wiener Klassik an) immer die mit Abstand populärste Art eines Kammerstreichensembles war. Die übliche Besetzung für ein Sextett ist:
- zwei Violinen
- zwei Bratschen
- zwei Violoncelli

Die obige Auflistung kann als Standardaufstellung gelten, wie sie von Komponisten wie Brahms, Reger oder Schönberg genutzt wurde.
Daneben gibt es eine Vielzahl weiterer, aber im direkten Vergleich zur obigen Besetzung eher seltener auftauchenden Zusammenstellungen:
- 4 Violinen und 2 Celli
- 3 Violinen und 3 Celli
- 3 Violinen, 2 Celli und 1 Kontrabass
- 2 Violinen, 1 Bratsche, 2 Celli und 1 Kontrabass

Auch Streichsextette, die sich nur aus einer singulären Instrumentengruppierung zusammensetzen, existieren: zum Beispiel 6 Celli, oder 6 Violinen.
Für ungewöhnlicher instrumentierte Streichsextette sind u. a. folgende klassische Komponisten bekannt: Joseph Haydn (1761), Bernhard Romberg (1821), Ferdinand David (1861), Ernst Rudorff (1865), Nikolai Rimski-Korsakow (1876), Arnold Krug (1897), Eduard Behm (1897?), Theodor Streicher (1897?), Hermann Suter (UA 1917), Hans Werner Henze (1966), Georg Friedrich Haas (1982) und Renate Birnstein (2002).
Sextette, auch und vor allem in den obigen Anordnungen, finden sich nicht nur in klassischer Konzertmusik wieder, sondern (analog zum Streichquartett) ebenfalls nicht selten in Musicals, Popmusik, und ebenfalls in Film-, Videospiel oder in der Werbemusik.

## Werke
Hier eine Auswahl von Streichsextetten, chronologisch geordnet. Die Werke der im Fettdruck hervorgehobenen Komponisten gelten als musikhistorisch besonders wichtig für diese Kammermusikgattung.

### 1761–1800
- Joseph Haydn (1732–1809): Echo, Divertimento Es-Dur „für zweimal 2 Violinen und Baß, in verschiedenen Zimmern aufgestellt“ (1761, Hob II:39)
- Luigi Boccherini (1743–1805): 6 Streichsextette op. 23 (1776 geschrieben, ≈1780 gedruckt)
- Anton Wranitzky (1761–1820): 6 Streichsextette
- Ignaz Josef Pleyel: Streichsextett F-dur (B.261) (1780?)

### 1801–1850
- Bernhard Romberg (1767–1841): Streichsextett f-Moll op. 35 (Elégie sur la mort d’un objet chéri 1821[?], für Solo-Violoncello, 2 Violinen, Bratsche, Violoncello und Kontrabass)
- Mihály Mosonyi (1815–1870): Streichsextett c-moll (1844?)
- Louis Spohr (1784–1859): Streichsextett C-Dur op. 140 (1848, „zur Zeit der glorreichen Volksrevolution zur Wiederentdeckung der Freiheit, Einheit und Größe Deutschlands“)
- Ignacy Feliks Dobrzyński (1807–1867): Streichsextett Es-dur op. 39 (1849)
- Per August Ölander (1824–1886): Streichsextett A-Dur (≈1850)

### 1851–1900
- Johannes Brahms (1833–1897): 1. Streichsextett B-Dur op. 18 (1859/60), G-Dur op. 36 (1864/65)
- Alexander Borodin (1833–1887): Streichsextett d-Moll (1860/61)
- Ferdinand David (1810–1873): Streichsextett G-Dur op. 38 (1861, für 3 Violinen, Bratsche und 2 Violoncelli)
- Niels Wilhelm Gade (1817–1890): Streichsextett Es-Dur op. 44 (1865)
- Ernst Rudorff (1840–1916): Streichsextett A-Dur op. 5 (1865, für 3 Violinen, Bratsche und 2 Violoncelli)
- Joachim Raff (1822–1882): Streichsextett g-Moll op. 178 (1873)
- Heinrich Hofmann (1842–1902): Streichsextett e-Moll op. 25 (~1875)
- Nikolai Rimski-Korsakow (1844–1908): Streichsextett A-dur (1876, für 3 Violinen, Bratsche und 2 Violoncelli)
- Antonín Dvořák (1841–1904): Streichsextett A-Dur op. 48 (1878)
- Anton Rubinstein (1829–1894): Streichsextett D-Dur op. 97 (1878)
- Nicolai von Wilm (1834–1911): Streichsextett b-Moll op. 27 (1882)
- Eduard Franck (1817–1893): Streichsextette Es-Dur op. 41 (gedruckt 1882), D-Dur op. 50 (gedruckt 1894)
- August Klughardt (1847–1902): Streichsextett cis-Moll op. 58 (1890)
- Peter Tschaikowsky (1840–1893): Souvenir de Florence, Streichsextett d-Moll op. 70 (1890)
- Louis Glass (1864–1936): Streichsextett G-Dur op. 15 (1893)
- Max Reger (1873–1916): Streichsextett F-Dur, op. 118 (1910)
- Ernst von Dohnányi (1877–1960): Streichsextett B-Dur (1893–96)
- Gustav Holst (1874–1934): Scherzo für Streichsextett (1897)
- Arnold Krug (1849–1904): Streichsextett D-Dur op. 68 (1897, für 2 Violinen, Bratsche, Violotta, Violoncello und Cellone)
- Eduard Behm (1862–1946): Streichsextett (1897[?], für 2 Violinen, Bratsche, Violotta, Violoncello und Cellone)
- Theodor Streicher (1874–1940): Streichsextett F-Dur (1897[?], für 2 Violinen, Bratsche, Violotta, Violoncello und Kontrabass)
- Heinrich XXIV. Reuß zu Köstritz (1855–1910): Streichsextett d-Moll op. 12 (1899)
- Arnold Schönberg (1874–1951): Verklärte Nacht, Streichsextett op. 4 (1899, nach dem gleichnamigen Gedicht[3] von Richard Dehmel)

### 1901–1950
- Hakon Børresen (1876–1954): Streichsextett G-dur op. 5 (1901)
- Hans von Koessler (1853–1926): Streichsextett f-Moll (gedruckt 1902)
- Heinrich XXIV. Reuß zu Köstritz (1855–1910): Streichsextett h-Moll op. 17 (1902)
- Reinhold Glière (1875–1956): Streichsextette c-Moll op. 1 (1902), h-Moll op. 7 (1904) und C-Dur op. 11 (1906)
- Frank Bridge (1879–1941): Streichsextett Es-Dur (1906/12)
- Max Reger (1873–1916): Streichsextett F-Dur op. 118 (1910)
- Erich Wolfgang Korngold (1897–1957): Streichsextett D-Dur op. 10 (1914–16)
- Hermann Suter (1870–1926): Streichsextett C-Dur op. 18 (für 2 Violinen, Bratsche, 2 Violoncelli und Kontrabass; UA 1917)[4]
- Erwin Schulhoff (1894–1942): Streichsextett op. 45 (WV 70, 1920–24, UA 1924; Francis Poulenc gewidmet)
- Joseph Holbrooke (1878–1958): Streichsextett D-Dur op. 43 (1924)
- Egon Kornauth (1891–1959): Streichsextett a-Moll op. 25 (1925)
- Vincent d’Indy (1851–1931): Streichsextett B-Dur op. 92 (1927)
- Adolf Busch (1891–1952): Streichsextett G-Dur op. 40 (1928)
- Fritz Heinrich Klein (1892–1977): Streichsextett op. 44 (1932)
- Bohuslav Martinů (1890–1959): Streichsextett (1932)
- Heinz Pauels (1908–1985): Streichsextett fis-Moll op. 7 (nach 1932?)
- Ralph Vaughan Williams (1872–1958): Double Trio, Streichsextett (1938)
- Richard Strauss (1864–1949): Vorspiel zur Oper Capriccio op. 85 (UA 1942); auch als Konzertstück aufführbar

### 1951–2000
- Mauricio Kagel (1931–2008): Streichsextett (1953/57)
- Josef Matthias Hauer (1883–1959): Zwölftonspiel für Streichsextett (1958)
- Darius Milhaud (1892–1974): Streichsextett op. 365 (1958)
- Walter Piston (1894–1976): Streichsextett (1964)
- Hans Werner Henze (1926–2012): Der junge Törless, Fantasia für Streichsextett (1966, für 3 Violinen, 2 Bratschen und Violoncello; nach der Musik zum gleichnamigen Film von Volker Schlöndorff)
- Wolfgang von Schweinitz (* 1953): Canon perpetuus II für Streichsextett, op. 4 (1973); Streichsextett op. 16 (1978, Hommage à Franz Schubert)
- Róbert Wittinger (* 1945): Omaggio – Musica in memoria di Bruno Maderna für Streichsextett, op. 26 (UA 1978)
- Bertold Hummel (1925–2002): Adagietto für Streichsextett op. 75d (1978/99)
- Gerd Domhardt (1945–1997): Streichsextett (UA 1982)
- Günther Becker (1924–2007): Parenthesen, Studien über reintonale Mikrointervalle für Streichsextett (1982)
- Georg Friedrich Haas (* 1953): Streichsextett (1982, UA 1988; für 3 Bratschen und 3 Violoncelli)
- Wolfgang Stendel (* 1943): Streichsextett (1982)
- Dieter Acker (1940–2006): Streichsextett (1983)
- Iván Eröd (1936–2019): Serenade für Streichsextett op. 45 (1983)
- Rudi Spring (* 1962): Streichsextett op. 18 (1983/92)
- Alexander Müllenbach (* 1949): Drei Sätze für Streichsextett (1987)
- Pēteris Vasks (* 1946): Pavasara Sonate (‚Frühlingssonate‘) für Streichsextett (1987)
- Peter Mieg (1906–1990): Sextuor für Streichsextett (1989)
- Hermann Sulzberger (* 1957): Streichsextett op. 12 (1987/88, UA 1993)
- Rainer Bischof (* 1947): Streichsextett (1989/90)
- Günther Zechberger (* 1951): Streichsextett (1990)
- Wolfram Wagner (* 1962): Fünf Momente für Streichsextett (1991)
- Michael Denhoff (* 1955): Two once so one – Beckett-Momente, Streichsextett op. 66 (1992)
- Max E. Keller (* 1947): Strich – Punkt – Strich, Streichsextett (1992)
- Sven-Ingo Koch (* 1974): Streichsextett (1992)
- Kurt Hopstein (1934–2013): Vergessene Gärten, Streichsextett (1993)
- Jörg Widmann (* 1973): 180 beats per minute für Streichsextett (1993)
- Cristóbal Halffter (1930–2021): Endechas para una reina de España für Streichsextett (1994)
- Volker David Kirchner (1942–2020): Gethsemani, Notturno für Streichsextett (1994); Orphischer Gesang II für Streichsextett (1998)
- Friedrich Cerha (1926–2023): Acht Sätze nach Hölderlin-Fragmenten für Streichsextett (1995)
- Wladimir Pantchev (1948–2021): Mantras für Streichsextett (1995/96)
- Iannis Xenakis (1922–2001): Ittidra, Streichsextett (1996)
- Stefan Albert (* 1959): Streichsextett (1997)
- Joachim F. W. Schneider (* 1970): Nachtlied für Streichsextett (1997)
- Chaya Czernowin (* 1957): Dam sheon hachol (‚Das Stundenglas blutet noch‘), Streichsextett (1999)
- Augusto Valente (* 1959): Six to Midnight, Streichsextett (1999/2000)

### Seit 2001
- Horst Schiffbauer (* 1937): L’autre, pas d’ici, Streichsextett (UA 2002)
- Renate Birnstein (* 1946): Streichsextett (2002, für 3 Violinen, 2 Bratschen und Violoncello)
- Daniel Andres (* 1937): Streichsextett (UA 2003)
- Salvatore Sciarrino (* 1947): Cavatina e i gridi für Streichsextett (2002)
- Xaver Paul Thoma (* 1953): Streichsextett op. 130 (2002/03)
- Gerald Futscher (* 1962): die walrus, Streichsextett (2003)
- Rudolf Dreßler (* 1932): Parksaal-Serenade für Streichsextett (UA 2003)
- Salvatore Sciarrino (* 1947): Sestetto (2003)
- Stefano Gervasoni (* 1962): Streichsextett (2004)
- Wolfgang Danzmayr (* 1947): Zum Beispiel: Isolde, Streichsextett (2004); Wes’ Ohr diese Musique höret, Streichsextett (2008)
- Friedrich Radermacher (1924–2020): Streichsextett (2004)
- Manuela Kerer (* 1980): Vertonung von 7 Gesetzen des italienischen Strafgesetzbuches für Streichsextett (UA 2005)
- Rolf Urs Ringger (1935–2019): Streichsextett (UA 2005)
- Tatjana Komarova (* 1968): Auf immer und ewig!?…, Streichsextett (2005)
- Steven Heelein (* 1984): Die sieben letzten Worte Jesu am Kreuz, Streichsextett (2006)
- Johannes Kotschy (* 1949): Es ist genug!, Streichsextett (2008)
- Volker David Kirchner (1942–2020): Wie ein Naturlaut, Streichsextett (UA 2008)
- Franz Rechsteiner (* 1941): ex nihilo-quo, Streichsextett (UA 2008)
- Selkis Riefling (* 1983): Streichsextett (UA 2009)

Daneben gibt es viele Bearbeitungen bekannter Werke für Streichsextett.